# Jahrbuch der Schiffbautechnischen Gesellschaft

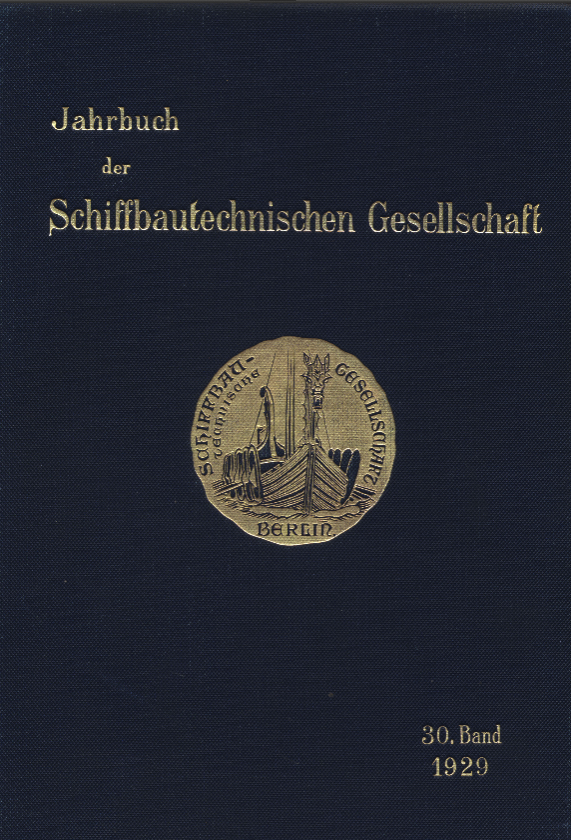
Einbandseite Jahrbuch der Schiffbautechnischen Gesellschaft 1929

Das Jahrbuch der Schiffbautechnischen Gesellschaft ist ein seit dem Jahr 1900 nahezu durchgängig jährlich in Form eines hochwertig gebundenen Buches erscheinender Almanach, der von der Schiffbautechnischen Gesellschaft herausgegeben wird. Das Periodikum erschien zur Zeit des Nationalsozialismus unter erweiterten Titeln wie Jahrbuch der Schiffbautechnischen Gesellschaft im Arbeitskreis Schifffahrtstechnik des NS-Bundes Deutscher Technik.
Nachdem die Reihe anfangs bei dem in Berlin ansässigen Verlag Strauss, Vetter & Co. erschien, folgten von 1911 bis 1931 der Berliner Springer Verlag, im Jahr 1932 die Schiffsbautechnische Gesellschaft und von 1933 bis 1943 die Deutschen Verlagswerke Strauss, Vetter u. Co. Bis 2005 erschien das Blatt bei Springer in Berlin, Göttingen und Heidelberg, von 2006 bis 2008 in Hamburg im Schifffahrts-Verlag Hansa Schroedter, seit 2009 im Schiffahrts-Verlag Hansa.
Im Jahrbuch waren teilweise die Mitteilungen der Preußischen Versuchsanstalt für Wasserbau und Schiffbau enthalten.
Die Reihe wurde anlässlich des hundertjährigen Bestehens der Schiffbautechnischen Gesellschaft ergänzt durch die von Eike Lehmann in drei Bänden herausgegebene Schrift 100 Jahre Schiffbautechnische Gesellschaft mit den Untertiteln
1. Ausgewählte Vorträge,
2. Biografien zur Geschichte des Schiffbaus sowie
3. Chronik und Index.[1]

## Jahrbücher
- 1910 Jahrbuch der Schiffbautechnischen Gesellschaft Band 11 Digital auf books.google.de
- 1925 Jahrbuch der Schiffbautechnischen Gesellschaft Band 26 Digitalisat auf cybra.lodz.pl
- 1926 Jahrbuch der Schiffbautechnischen Gesellschaft Band 27 Digitalisat auf cybra.lodz.pl
- 1929 Jahrbuch der Schiffbautechnischen Gesellschaft Band 30 Digitalisat auf cybra.lodz.pl